# (523674) 2013 MA12
(523674) 2013 MA12 est un objet transneptunien faisant partie des cubewanos d'un diamètre est estimé à 325 km, ce qui pourrait le qualifier comme candidat au statut de planète naine.